# Bernocchi SpA

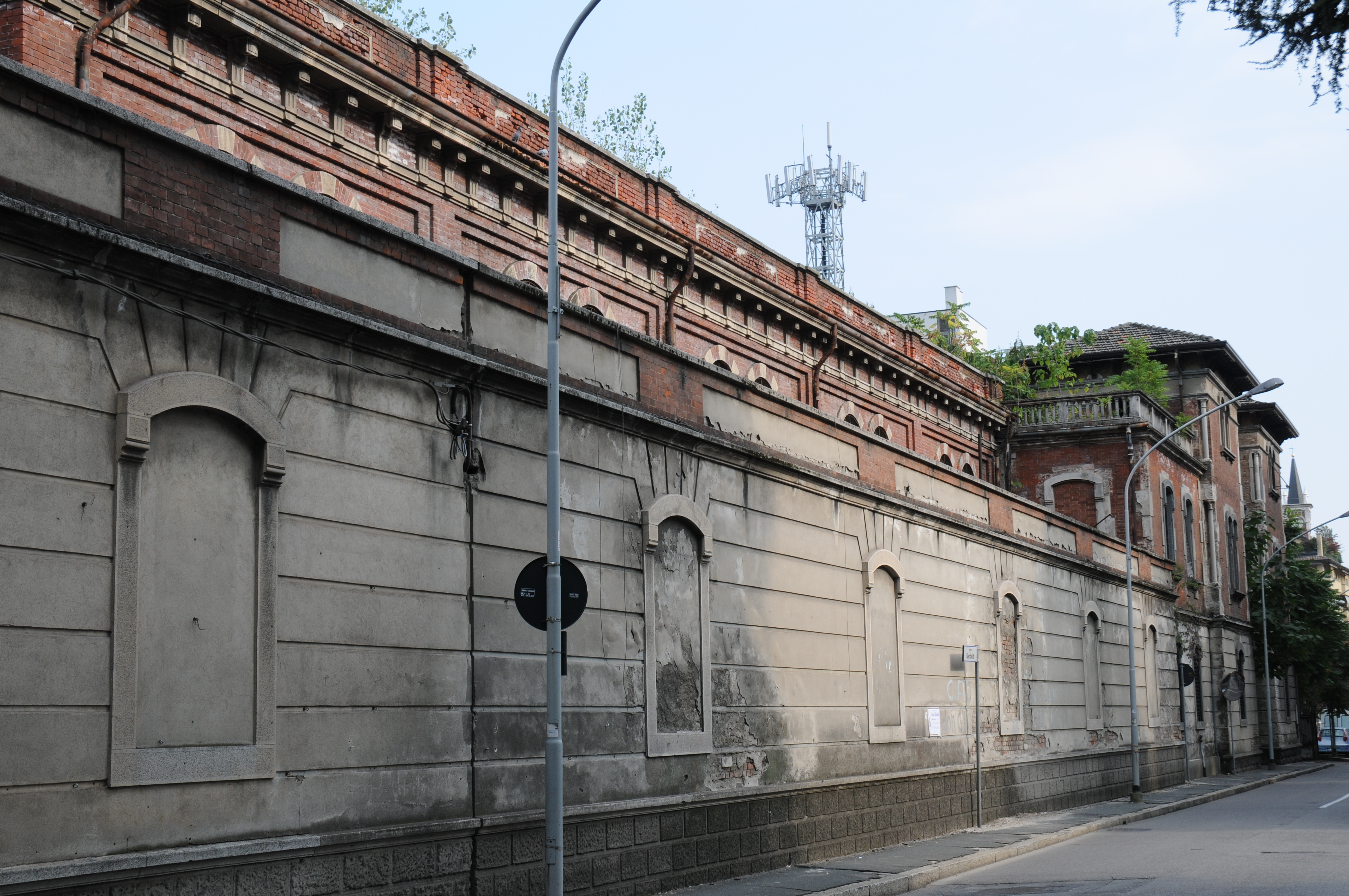
Cotonificio Bernocchi in Legnano, 2011

Bernocchi SpA war ein 1818 gegründeter, weltweit tätiger italienischer Textilkonzern mit Sitz in Mailand. Bis zur Schließung im Jahr 1971 befand er sich im Familienbesitz.

## Geschichte
Das Familienunternehmen ging auf eine 1818 gegründete Schneiderei in Gabinella bei Legnano zurück. 1868 erweiterte Rodolfo Bernocchi die Schneiderei um einen Betrieb zum Bleichen und Färben von Textilien. Um 1874 traten die Söhne des Gründers Michele, Andrea und Antonio Bernocchi nach und nach mit in das Unternehmen ein. Im Jahr 1898 wurde aus dem Unternehmen die Aktiengesellschaft Cotonificio Bernocchi und es folgte der Bau einer Baumwollmühle in Legnano. In den Folgejahren wurde unter Antonio Bernocchi als Vorstand weiter expandiert und moderne Textilfabriken in Nerviano, Cerro Maggiore, Angera, Besnate und Cogozzo eröffnet, womit das Unternehmen zu einem der größten italienischen Textilunternehmen wurde. Neben der Mode entwickelte man bei Bernocchi 1929 den Luminator Bernocchi, einen beleuchteten Kleiderständer für die Präsentation der eigenen Produkte, und warb mit Plakaten, die von bekannten Designern, wie z. B. Marcello Nizzoli gestaltet wurden. Nach dem Tod von Antonio Bernocchi 1930 übernahmen seine Söhne Andrea und Tommaso Bernocchi In dritter Generation die Leitung des Unternehmens.
Nach dem Zweiten Weltkrieg änderten sich die Strukturen in der Textilindustrie und Bernocchi geriet in wirtschaftliche Schwierigkeiten. Nachdem ein Versuch von Andrea und Tommaso Bernocchi 1970 gescheitert war, staatliche Gelder zu erhalten, wurden die Betriebe geschlossen und das Unternehmen am 2. Dezember 1971 offiziell liquidiert. Im Jahr der Schließung waren in den sechs Produktionsstätten insgesamt 1.400 Menschen beschäftigt.
Die letzte Gelegenheit, das Unternehmen vor der historischen Krise der Textilindustrie zu retten, ergab sich 1970, als Andrea und Tommaso Bernocchi, Söhne von Antonio, aus Prinzip eine staatliche Finanzierung ablehnten. Sie schenkten allen Mitarbeitern eine Wohnung und begleichen die Zahlungen an alle Lieferanten, bevor sie die Fabriken schlossen, jedoch die Produktentwicklung und die internationale Marke fortführten, die heute im Besitz des Erben Nicola Andrea Bernocchi ist.

## Historische Spuren
- Cotonificio Bernocchi: Baumwollmühle in Legnano, nach Sanierung 2012 heute Brauerei[3]
- Luminator Bernocchi: Beleuchteter Kleiderständer, entworfen 1929 von Luciano Baldessari[4]
- Villa Bernocchi: Fabrikantenvilla in Legnano
- Palazzo dell'Arte: Triennale di Milano, eröffnet 1933 mit Mitteln einer Stiftung der Bernocchis[4]
- Coppa Bernocchi: Seit 1919 mit Unterbrechung jährlich ausgetragenes Eintagesrennen im Straßenradsport

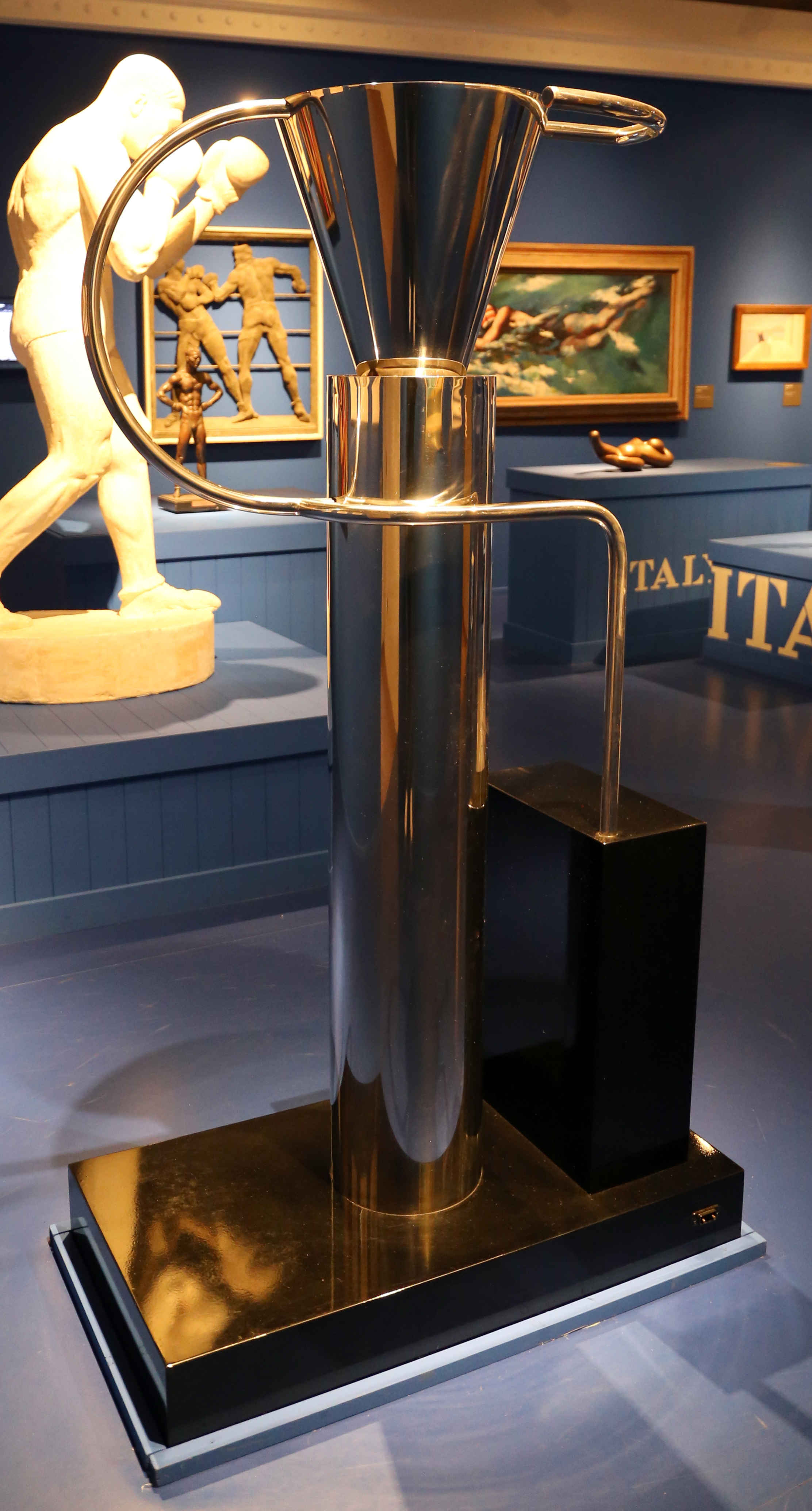
Luminator Bernocchi entworfen von Luciano Baldessari 1929
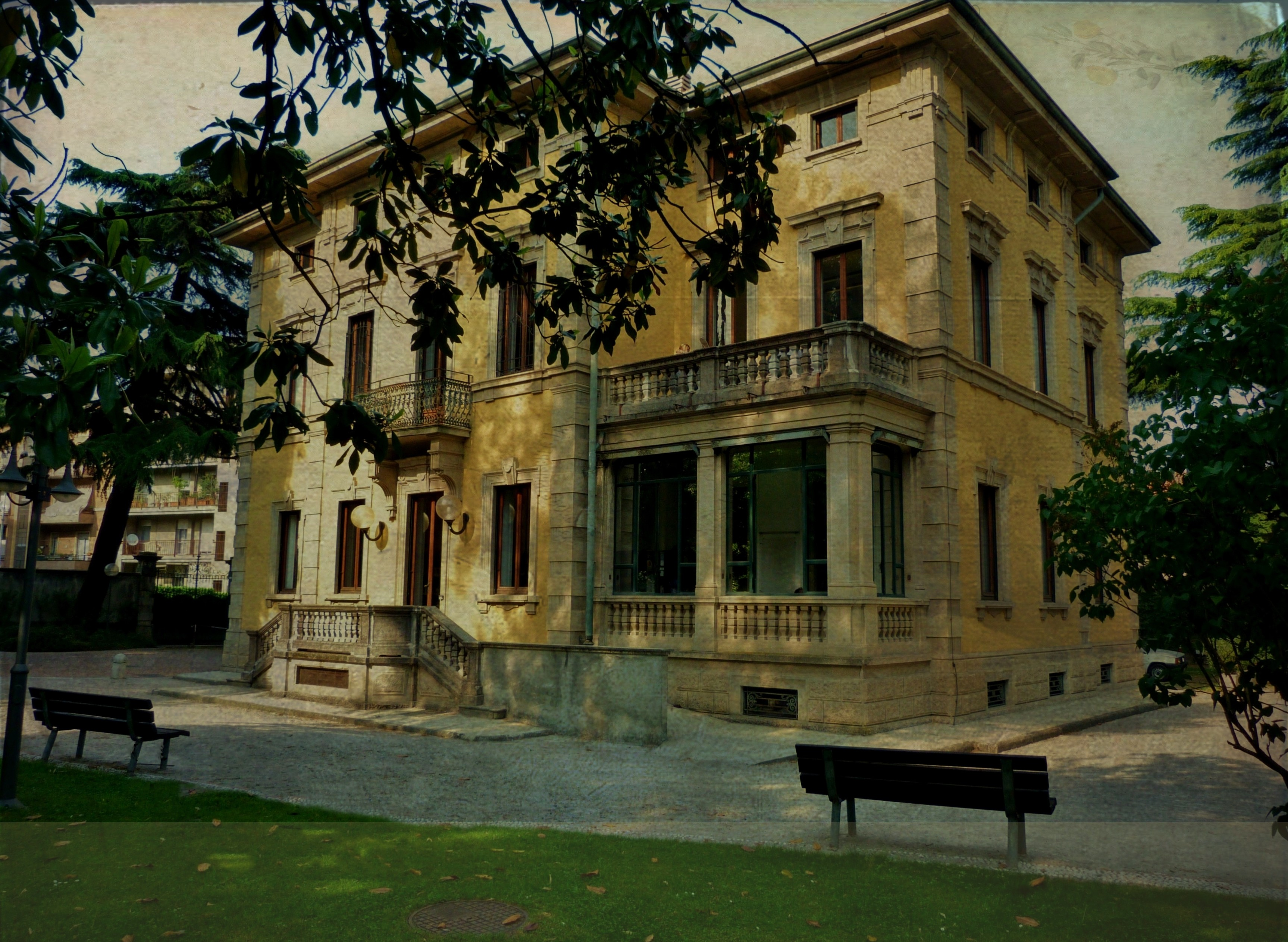
Villa Bernocchi in Legnano